# ウォートン・ホール
ウォートン・ホール（英語: Wharton Hall）は、イングランドのカンブリア州イーデンにある中世における要塞化したマナー・ハウスである。

## 歴史
ウォートン・ホールの心臓部は、15世紀に英国議会の下院議員を務めたリチャード・ウォートンと思われる地元のウォートン家によって地元にある石灰岩を用いて建てられたと思われる。1536年にイングランドで起きた民衆反乱である恩寵の巡礼の間、このマナー・ハウスは政治指導者のロバート・アスクの軍隊に包囲され、1544年以降に初代ウォートン男爵トマス・ウォートンが守衛詰所、大広間、台所、および中世様式の囲壁を形成したマナー・ハウスの拡張強化を行った。拡張強化を行った結果、長さが68フィート (21 m)を誇る大広間のある豪華な不動産物件となったのである。
1568年7月14日、廷臣サー・フランシス・ノールズは、ローサー城からウォートン・ホールまでスコットランド女王であるメアリー1世を護衛し、翌日にはメアリー1世がボルトン城を訪れた。1617年8月8日、メアリー1世の息子であるジェームズ1世がスコットランド訪問の帰りにウォートン・ホールに滞在した。
16世紀以降、ウォートン家は英国ノース・ヨークシャー州セルビー地区タッドキャスター近くのヒーロウ・パーク修道院を主要住居とすることを好むようになり、ウォートン・ホールは次第に荒廃していった。1785年に初代ロンズデール伯爵ジェイムズ・ラウザーが狭間胸壁を加えて、建築物を修復させた。20世紀になって再度の修復が行われ、現在の状態となっている。
この場所は英国の指定古代記念物とイングランドの第一級指定建築物となっている。